# Garut (kabupatenhuvudort i Indonesien)
Garut är en kabupatenhuvudort i Indonesien.   Den ligger i provinsen Jawa Barat, i den västra delen av landet, 160 km sydost om huvudstaden Jakarta. Garut ligger 756 meter över havet och antalet invånare är 126 452.
Terrängen runt Garut är varierad.Runt Garut är det tätbefolkat, med 913 invånare per kvadratkilometer. Garut är det största samhället i trakten. Runt Garut är det i huvudsak tätbebyggt.